# Pavel Bosák
Pavel Bosák (* 27. dubna 1982, Aš) je český basketbalista hrající v současné době za BK Děčín. Po jeho otevřeném kritizování svých spoluhráčů v týmu BK Prostějov a po záhadných zraněních, které utrpěl při rvačce v baru na konci roku 2008, přestoupil zpět do týmu Lokomotiva Plzeň. Zde však také dlouho nepobyl. V letech 2009 až 2010 patřil mezi nejlepší hráče Prievidze.
Je vysoký 192 cm, váží 92 kg.

## Popis hráče
Bosák je velice temperamentním hráčem – neskutečně intenzivní v tréninku i zápasech. Jeho přehnané reakce na výroky rozhodčích a vůči protihráčům jsou však často důvodem k udělení technických chyb, kterých za svoji bohatou kariéru schytal už nespočet. Mimo palubovku je Bosák dobrým a vtipným společníkem. V šatně patří téměř vždy mezi lídry týmu. Jeho slabou stránkou jsou jazyky. S tímto problémem se potýkal při angažmá ve Francii a Itálii.

## Kariéra
- 2002–2007 : USK Praha
- 2005–2006 : BC Lokomotiva Plzeň (střídavý start v nižší soutěži)
- 2007–2008 : BK Prostějov
- 2008–2008 : BK Lokomotiva Plzeň
- 2009–2010 : BC Prievidza
- 2010–2011 : Latina Basket, Scaligera Basket Verona (Itálie, liga LegaDue), BK Spu Nitra
- 2011–2012 : St Chamond (Francie, liga NM2)
- 2012–2013 : BK Levharti Chomutov
- 2013–2014 : BK Děčín

## Působení v Prievidzi
V sezoně 2008/2009 (do které vstoupil až v lednu), byl jedním ze strůjců bronzového úspěchu. Prievidza získala cenný kov po dlouhých 12 letech.

## Úspěchy
- 2009 : BC Prievidza – 3. místo (Slovenská extraliga)

## Statistiky
| Sezóna    | Soutěž              | Odehrané minuty | Průměr na zápas | Body | Průměr na zápas |
| --------- | ------------------- | --------------- | --------------- | ---- | --------------- |
| 2002/03   | Mattoni NBL         | 336.0           | 10.8            | 145  | 4.7             |
| 2003/04   | Mattoni NBL         | 620.3           | 17.7            | 361  | 10.3            |
| 2004/05   | Mattoni NBL         | 787.2           | 27.1            | 450  | 15.5            |
| 2005/06   | Mattoni NBL         | 275.4           | 19.7            | 184  | 13.1            |
| 2006/07*  | Mattoni NBL         | 256.1           | 19.7            | 133  | 10.2            |
| 2008/09   | Slovenská extraliga | 620             | 28.2            | 377  | 17.1            |
| 2009/10** | Slovenská extraliga | 715             | 31.1            | 398  | 17.3            |